# Deuteronilus Cavus
Il Deuteronilus Cavus è una formazione geologica della superficie di Marte.